# Mauricio Chalar
Edwin Mauricio Chalar Granja (Tuluá, Valle del Cauca, 21 de abril de 1987) es un futbolista colombiano que debutó en el atlético Huila. Juega de delantero y su equipo actual es el Yaracuyanos Fútbol Club de la Primera División de Venezuela.

## Selección nacional
Con la Selección Sub-20 de Colombia jugó en el Campeonato Sudamericano Sub-20 de 2007, marcando un gol.

## Clubes
| Club                 | País      | Año       |
| -------------------- | --------- | --------- |
| Atlético Huila       | Colombia  | 2004      |
| Deportivo Quevedo    | Ecuador   | 2005      |
| Manta FC             | Ecuador   | 2006      |
| Envigado FC          | Colombia  | 2006      |
| Newell's Old Boys    | Argentina | 2007      |
| Atlético Bucaramanga | Colombia  | 2007      |
| Macará               | Ecuador   | 2008      |
| Cúcuta Deportivo     | Colombia  | 2008-2009 |
| ACD Lara             | Venezuela | 2009-2010 |
| Yaracuyanos          | Venezuela | 2011-     |

- Datos: Q5346302